# Simon van Dammartin
Simon van Dammartin (circa 1180 - 21 september 1239) was van 1206 tot 1214 en van 1234 tot aan zijn dood graaf van Aumale en van 1221 tot aan zijn dood graaf iure uxoris van Ponthieu. Hij behoorde tot het huis Dammartin. 

## Levensloop
Simon was de tweede zoon van graaf Alberic III van Dammartin en diens echtgenote Mathilde, dochter van graaf Reinoud II van Clermont. 
Aan het einde van de twaalfde eeuw steunde hij samen met zijn vader en zijn oudere broer Reinoud het huis Plantagenet tegen koning Filips II van Frankrijk. Na de dood van de Engelse koning Richard Leeuwenhart in 1199 wisselden Simon en Reinoud van zijde en ondersteunden ze koning Filips II van Frankrijk in de strijd tegen de Engelse koning Jan zonder Land. Als loon voor zijn dienst werd Simon in 1206 beleend met het graafschap Aumale, dat daarvoor in handen was van zijn broer Reinoud. In 1208 huwde hij met Maria (1199-1250), dochter en erfgename van graaf Willem II van Ponthieu en nicht van Filips II van Frankrijk. Hierdoor wist Simon zich de erfenis van het graafschap Ponthieu te verzekeren.
De volgende jaren distantieerden Simon en zijn broer Reinoud zich echter van de Franse koning, omdat de macht van de leenadel tegenover de koninklijke autoriteit ingeperkt werd. In 1211 kwamen ze openlijk in opstand tegen Filips II en de broers sloten zich samen met Ferrand van Portugal, de graaf van Vlaanderen, aan bij een Engels-Welfse alliantie tegen Frankrijk. Op 27 juli 1214 streed deze alliantie tegen de Fransen in de Slag bij Bouvines, maar het Franse leger behaalde een verpletterende overwinning. Terwijl Reinoud werd gevangengenomen, moest Simon in ballingschap naar Engeland vluchten. Zijn bezittingen werden door koning Filips II van Frankrijk geconfisqueerd en overgedragen aan diens zoon Filips Hurepel. 
Na de dood van Filips II in 1223 probeerde Simon vanuit Engeland het graafschap Ponthieu te veroveren, waar hij sinds het overlijden van zijn schoonvader in 1221 aanspraak op maakte. Hij kon kortstondig Abbeville innemen, maar werd al snel verdreven door de bevolking van de stad en een bevrijdingsleger van koning Lodewijk VIII van Frankrijk. Weinig later onderwierp hij zich aan de Franse koning, waarna hij samen met zijn echtgenote Maria bezit kon nemen van het graafschap Ponthieu. De districten Saint-Riquier en Doullens moesten ze echter afstaan aan de graven van Alençon, familieleden van Maria. Na de dood van Filips Hurepel kreeg hij in 1234 zelfs het graafschap Aumale terug. Omdat hij enkel dochters had, kreeg hij in 1231 van de Franse kroon de verplichting toestemming te vragen als hij ze wilde uithuwelijken.
In 1239 stierf Simon van Dammartin, waarna hij werd bijgezet in de Abdij van Valloires.

## Nakomelingen
Simon en zijn echtgenote Maria van Ponthieu kregen vier dochters:
- Johanna (1220-1279), gravin van Aumale en Ponthieu, huwde in 1237 met koning Ferdinand III van Castilië en in 1260 met Jan van Nesle, heer van Falvy en La Hérelle.
- Mathilde (1220-1257), huwde met burggraaf Jan van Châtellerault
- Philippa (overleden in 1280), huwde eerst met graaf Rudolf II van Eu, daarna met heer Rudolf II van Coucy en ten slotte in 1253 met graaf Otto II van Gelre
- Maria (overleden na 1279), huwde met graaf Jan II van Roucy

## Voorouders
| Voorouders van Simon van Dammartin (1180-1239) | Voorouders van Simon van Dammartin (1180-1239)                            | Voorouders van Simon van Dammartin (1180-1239)                            | Voorouders van Simon van Dammartin (1180-1239)                            | Voorouders van Simon van Dammartin (1180-1239)                            | Voorouders van Simon van Dammartin (1180-1239)                            | Voorouders van Simon van Dammartin (1180-1239)                            | Voorouders van Simon van Dammartin (1180-1239)                            | Voorouders van Simon van Dammartin (1180-1239)                            |
| ---------------------------------------------- | ------------------------------------------------------------------------- | ------------------------------------------------------------------------- | ------------------------------------------------------------------------- | ------------------------------------------------------------------------- | ------------------------------------------------------------------------- | ------------------------------------------------------------------------- | ------------------------------------------------------------------------- | ------------------------------------------------------------------------- |
| Overgrootouders                                | Alberic van Mello (-1112) ∞ Adela van Dammartin (1116-1165)               | Alberic van Mello (-1112) ∞ Adela van Dammartin (1116-1165)               | Gilbert Basset (-) ∞ ? (-)                                                | Gilbert Basset (-) ∞ ? (-)                                                | Hugo I van Clermont (1030–1101) ∞ Margaretha van Roucy (-)                | Hugo I van Clermont (1030–1101) ∞ Margaretha van Roucy (-)                | ? (–) ∞ ? (-)                                                             | ? (–) ∞ ? (-)                                                             |
| Grootouders                                    | Alberic II van Dammartin (–1183) ∞ Joan Basset (-)                        | Alberic II van Dammartin (–1183) ∞ Joan Basset (-)                        | Alberic II van Dammartin (–1183) ∞ Joan Basset (-)                        | Alberic II van Dammartin (–1183) ∞ Joan Basset (-)                        | Reinoud II van Clermont (1075–1152) ∞ ? (-)                               | Reinoud II van Clermont (1075–1152) ∞ ? (-)                               | Reinoud II van Clermont (1075–1152) ∞ ? (-)                               | Reinoud II van Clermont (1075–1152) ∞ ? (-)                               |
| Ouders                                         | Alberic III van Dammartin (1135-1200) ∞ Mathilde van Clermont (1147-1200) | Alberic III van Dammartin (1135-1200) ∞ Mathilde van Clermont (1147-1200) | Alberic III van Dammartin (1135-1200) ∞ Mathilde van Clermont (1147-1200) | Alberic III van Dammartin (1135-1200) ∞ Mathilde van Clermont (1147-1200) | Alberic III van Dammartin (1135-1200) ∞ Mathilde van Clermont (1147-1200) | Alberic III van Dammartin (1135-1200) ∞ Mathilde van Clermont (1147-1200) | Alberic III van Dammartin (1135-1200) ∞ Mathilde van Clermont (1147-1200) | Alberic III van Dammartin (1135-1200) ∞ Mathilde van Clermont (1147-1200) |